# Parco naturale del Gran Bosco di Salbertrand
Der  Parco naturale del Gran Bosco di Salbertrand ist ein Naturpark in den Cottischen Alpen (italienische Metropolitanstadt Turin, Region Piemont).
Der Naturpark wurde 1980 gegründet und liegt im oberen Susatal. Er erstreckt sich über eine Fläche von 3774,74 Hektar der Gemeinden Chiomonte, Exilles, Oulx, Pragelato, Salbertrand und Sauze d’Oulx in einer Höhe zwischen 1000 und 2600 Metern über Meeresniveau.
Der Parco naturale Gran Bosco di Salbertrand besteht zum Großteil aus Tannenwäldern mit weiten Lärchenhainen und Weideflächen. Neben circa 600 Pflanzenarten leben in ihm über 70 Vogel- und 21 Säugetierarten (beispielsweise Hirsche, Rehe und Gämsen).
Auf dem Hochplateau zwischen dem Val di Susa und dem Val Chisone erinnert ein Denkmal an der Testa dell’Assietta (2565 m) an die gleichnamige Schlacht, bei der im Jahre 1747 während des Österreichischen Erbfolgekrieges zahlenmäßig stark unterlegene Savoyer angreifende Franzosen zurückschlugen.